# Nonghyup
NACF ou National Agricultural Cooperative Federation aussi connu sous le nom de Nonghyup (농협 en coréen  ou NH) est une fédération de coopératives agricoles en Corée du Sud établie en 1961.
NACF a été créée par la fusion de coopératives agricoles et de la Banque agricole dans le but d'établir un système coopératif national pour les agriculteurs coréens, dont la majorité souffrait d'une faible capacité de production et de ressources financières insuffisantes. Au cours des décennies qui ont suivi, la Fédération a joué un rôle crucial dans la croissance de l'économie coréenne et est devenue l'une des coopératives les plus performantes au monde.
En mars 2012, la NACF a créé deux holdings, NongHyup Agribusiness Group et NongHyup Financial Group, et a transféré ses activités agroalimentaires et financières à chaque groupe, respectivement, afin de fournir des services plus spécialisés et d'assurer la croissance de la Fédération dans son ensemble.
Elle est composée de plus de 2 millions agriculteurs membres, 80 000 employés et 1,115 coopératives membres.

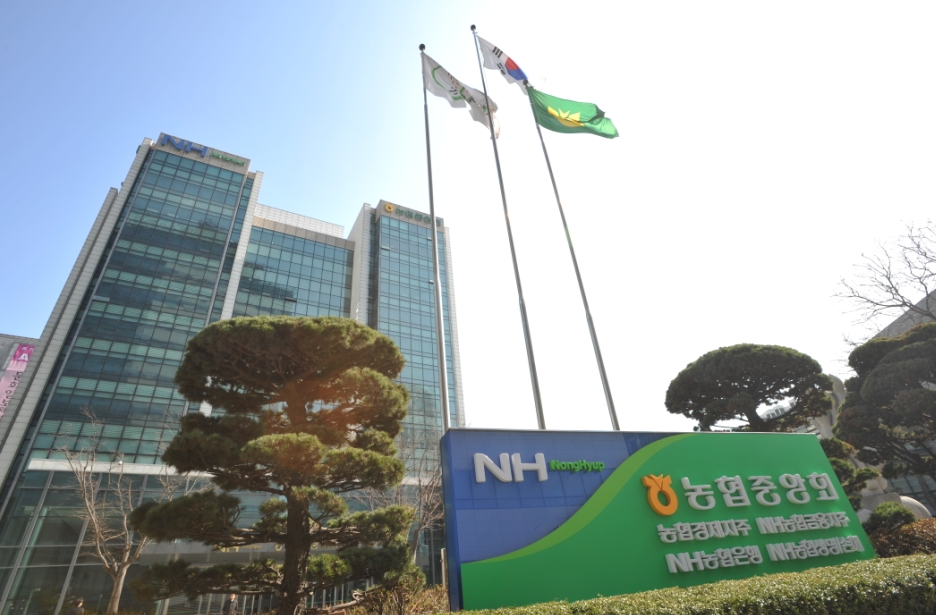
Siège social de NACF à Séoul, Corée du Sud

## Terminologie et identité visuelle

### Le nom
Bien qu'il désigne littéralement les coopératives locales, le terme nonghyup est utilisé par les Sud-Coréens pour décrire à la fois une coopérative locale (coréen : 농협) et la NACF (coréen : 농협중앙회).

### Le logo
Les 『 V 』 symbolisant un germe de riz, représente le développement illimité de la NACF et de l'agriculture coréenne, tandis que le 『 O 』 évoquant la continuité, représente la prospérité et la coopération. Cette marque tire sa forme de la combinaison de 『 ㄴ 』 et de 『 ㅎ』 du nom coréen de la NACF. Évoquant un pot rempli de riz, il symbolise le développement prospère de l'économie agricole coréenne.
Combinaison équilibrée de symboles, ce logo est l'identité visuelle de la NACF, le moyen le plus direct par lequel elle communique avec les agriculteurs, les clients et d'autres personnes.

### Le nom NH
NH est un surnom utilisé pour la communication à l’étranger par la NACF.
Elle vient du nom coréen romanisé Nong Hyup qui symbolise l’harmonie entre la Nature et les Hommes ainsi que l’espoir nouveau (New Hope en anglais) et le bonheur (New Happiness en anglais).  

## Histoire
National Agricultural Cooperative Federation (NACF) a été créée en 1961 par la fusion de coopératives agricoles et de la Banque agricole dans le but d'établir un système coopératif national pour les agriculteurs coréens, dont la majorité souffrait d'une faible capacité de production et de ressources financières insuffisantes.
Au cours des décennies qui ont suivi, la Fédération a joué un rôle crucial dans la croissance de l'économie coréenne et est devenue l'une des coopératives les plus performantes au monde.
En mars 2012, la NACF a créé deux holdings, NongHyup Agribusiness Group et NongHyup Financial Group, et a transféré ses activités agroalimentaires et financières à chaque groupe, respectivement, afin de fournir des services plus spécialisés et d'assurer la croissance de la Fédération dans son ensemble.

### Les années 1960
15 aout 1961 :  Création de NACF par la fusion de la Banque agricole et les coopératives agricoles conformément à la loi sur les coopératives agricoles.
20 juillet 1969 : Lancement des activités de la banque coopérative.   

### Les années 1980
01 janvier 1981 : Passage d'une organisation à trois niveaux à une organisation à deux niveaux composés de coopératives individuelles et de leur fédération
01 janvier 1984 : Début des services de cartes de crédit
26 octobre 1984 : Début des activités d'assurance rente et incendie
14 août 1985 : Lancement d'un centre informatique équipé de 360 réseaux en ligne, le plus grand à l'époque
01 mars 1986 : Début de la fourniture d'huile détaxée pour les machines et équipements agricoles
01 avril 1989 : Introduction d'un système d'élection directe du président des coopératives membres

### Les années 1990
01 janvier 1995 : Début de l'exploitation indépendante des divisions "Marketing & Supply" et "Banking & Insurance".
29 avril 1995 : Création de la filiale Korea Agricultural Cooperative Marketing, chargée de la distribution et de la vente des produits
21 juin 1999 : Lancement du service de commerce électronique sur Internet, Internet Hanaro Club
01 aout 1999 : Lancement du service bancaire par Internet de la NACF

### Les années 2000 et 2010
01 juillet 2000 : Lancement de la NACF intégrée par la fusion des fédérations des coopératives agricoles, des coopératives d'élevage et des coopératives de ginseng
03 avril 2002 : Co-fondation de NH-CA Asset Management, Ltd. avec le Crédit Agricole de France
02 aout 2004 : Création de la NongHyup Culture & Welfare Foundation
01 juillet 2005 : Introduction d'un système de PDG pour chaque division commerciale
25 février 2006 : Lancement de NH Investment & Securities après l'acquisition de Sejong Securities
27 février 2008 : Ouverture du centre bancaire international (IB)
03 janvier 2011 : Lancement de l'emblème et du slogan du 50e anniversaire
03 mars 2011 : Ouverture du NH Residential Hall pour accueillir quelque 500 étudiants issus de familles d'agriculteurs
02 mars 2012 : Scission en une NACF et deux sociétés de portefeuille, à savoir le groupe financier Nonghyup et le groupe agro-industriel Nonghyup.
01 janvier 2014 : Lancement de NonghyupA Market (centre commercial en ligne)
24 avril 2014 : Acquisition de Nongwoo Bio (société de semences)
20 novembre 2014 : Ouverture du centre de distribution Samsong Arifood
20 juillet 2016 : Ouverture du Future Agriculture Support Center
27 juillet 2017 : Ouverture du centre de distribution de céréales d'Anseong
16 avril 2018 : Ouverture du Joogboo Farm supply Distribution Center
19 juillet 2019 : 50ème anniversaire de la banque coopérative

### Les années 2020
23 avril 2020 : Lancement du "Comité de la bonne distribution" pour l'innovation dans la production et la distribution des produits de l'agriculture et de l'élevage
11 mai 2020 : Déclaration d'une nouvelle vision de la NACF, "Ensemble, 100 ans de NongHyup".
12 aouts 2021 : Publication de "60 Years of Korean Agricultural Cooperatives" pour commémorer le 60e anniversaire de la fondation de la NACF
25 avril 2022 : Création de la société "Korea NongHyup Kimchi" Corporation

## Missions et visions

### Missions
Article 1 de la loi sur les coopératives agricoles
- Améliorer le statut économique, social et culturel des agriculteurs par le biais de coopératives autonomes.
- Améliorer le niveau de vie des agriculteurs en renforçant la compétitivité de l'industrie agricole
- Contribuer au développement équilibré de l'économie nationale.

### Vision

#### Vision 2025 de NongHyup
Améliorer le statut de l'agriculture, faire des communautés rurales un lieu d'espoir, promouvoir le respect des droits de l'homme.
Ensemble, 100 ans de NongHyup
La volonté de fer des agriculteurs et du grand public, des communautés agricoles et des zones urbaines, des coopératives agricoles et d'élevage et de la Fédération nationale des coopératives agricoles, ainsi que de tous nos employés, nous permettra de travailler ensemble à la réalisation de l'utopie agricole.
La volonté de fer de faire un bond en avant en tant que grande coopérative agricole qui couvrira les 100 prochaines années.

#### Valeurs fondamentales
- Transformer la distribution pour les agriculteurs et les consommateurs

NACF transformera la distribution afin de fournir aux consommateurs des aliments sûrs à des prix abordables et de garantir que les agriculteurs gagnent plus de revenus.
- Adopter l'innovation numérique pour explorer de nouveaux domaines de croissance

NACF adoptera les dernières innovations numériques et découvrira de nouveaux moteurs de croissance pour l'agriculture, les communautés rurales et la NACF.
- Rendre l'agriculture compétitive, aider les agriculteurs à mieux vivre

Le Fonds national de lutte contre le sida, la tuberculose et le paludisme aidera les agriculteurs à accroître leurs revenus et à améliorer leur qualité de vie en les aidant à gérer leur exploitation.
- S'associer à la communauté au sens large pour améliorer la qualité de vie dans les zones rurales

NACF travaillera en étroite collaboration avec les communautés locales pour jouer un rôle central dans l'amélioration de la qualité de vie dans les zones rurales et la stimulation des économies locales.
- Fournir des services fiables façonnés par notre identité coopérative

NACF gagnera la confiance des agriculteurs et du reste de la société coréenne en conservant sa véritable identité et en augmentant ses capacités à fournir des services de qualité.